# Никулае, Даниел
Дание́л Джо́рдже Никула́е (рум. Daniel George Niculae; 6 октября 1982, Бухарест, Румыния) — румынский футболист, нападающий.

## Карьера
С 2001 по 2006 играл за бухарестский «Рапид». С 2006 по 2010 был футболистом «Осера». С 2010 по 2012 выступал за «Монако», при этом с 2011 по 2012 на правах аренды играл за «Нанси».
В июле 2012 года перешёл в «Кубань», с которой заключил контракт по схеме 2+1. Провёл за «Кубань» 11 матчей в Премьер-лиге (1 гол), 2 встречи в Кубке России и 1 поединок в молодёжном первенстве (1 гол). В мае 2013 покинул клуб, получив статус свободного агента.